# Please Stand By
Please Stand By (traducida como Por favor, espera) es una película dramática dirigida por Ben Lewin y protagonizada por Dakota Fanning y Toni Collette. Tras proyectarse en varios festivales de cine, la película fue estrenada cinematográficamente de manera simultánea el 26 de enero de 2018.

## Argumento
Wendy, una joven con autismo, escapa de la casa de cuidados donde se aloja, en Oakland, en un intento por entregar directamente en Paramount Pictures (en Los Ángeles) su guion de Star Trek, en procura de ganar el concurso que la productora ha convocado.

## Reparto
- Dakota Fanning como Wendy.
  - Farrah Mackenzie como Wendy en su infancia.
- Alice Eve como Audrey.
- Toni Collette como Scottie.
- River Alexander como Sam.
- Lexi Aaron como ella misma.
- Dominique "Big D" Brown como él mismo.
- Brittanie Sanders como ella misma.
- Cindy Miyashiro como ella misma.
- Lara Lihiya como Madeline.
- Dan Cordell como Richard.
- Tony Revolori como Nemo.
- Blaster como Pete el Pup.
- Michael Stahl-David como Jack.

## Recepción
Please Stand By actualmente tiene una aprobación generalmente favorable a través de Rotten Tomatoes con una calificación de 58%, basándose en 18 críticas.